# Lybaeba sulfurea
Lybaeba sulfurea – gatunek chrząszcza z rodziny ryjkowcowatych i podrodziny Molytinae.
Gatunek ten opisany został w 1913 roku przez Arthura Millsa Lea.
Chrząszcz o ciele długości 3,5 mm, ubarwionym rudokasztanowo. Pokrycie ciała tworzą łuski barwy siarkowej, miejscami złoto połyskujące, jaśniejsze na spodzie i odnóżach. Gęsto punktowany ryjek ma boki równoległe do nasady czułków, a dalej zwężone. Trzonek czułka wyraźnie krótszy niż funiculus, osadzony w 2/5 długości ryjka, licząc od wierzchołka. Umiarkowanie poprzeczne jest przedplecze, zaś obrys pokryw jest prawie sercowaty, u nasady przeciętnie trójfalisty. Nieregularne międzyrzędy nie tworzą listewek, a w wąskich rzędach leżą częściowo zatarte punkty. Odnóża bez ząbków na udach i z drobnymi ostrogami na wierzchołkach goleni.
Ryjkowiec australijski, znany z Queensland.